# سینمای یوگوسلاوی

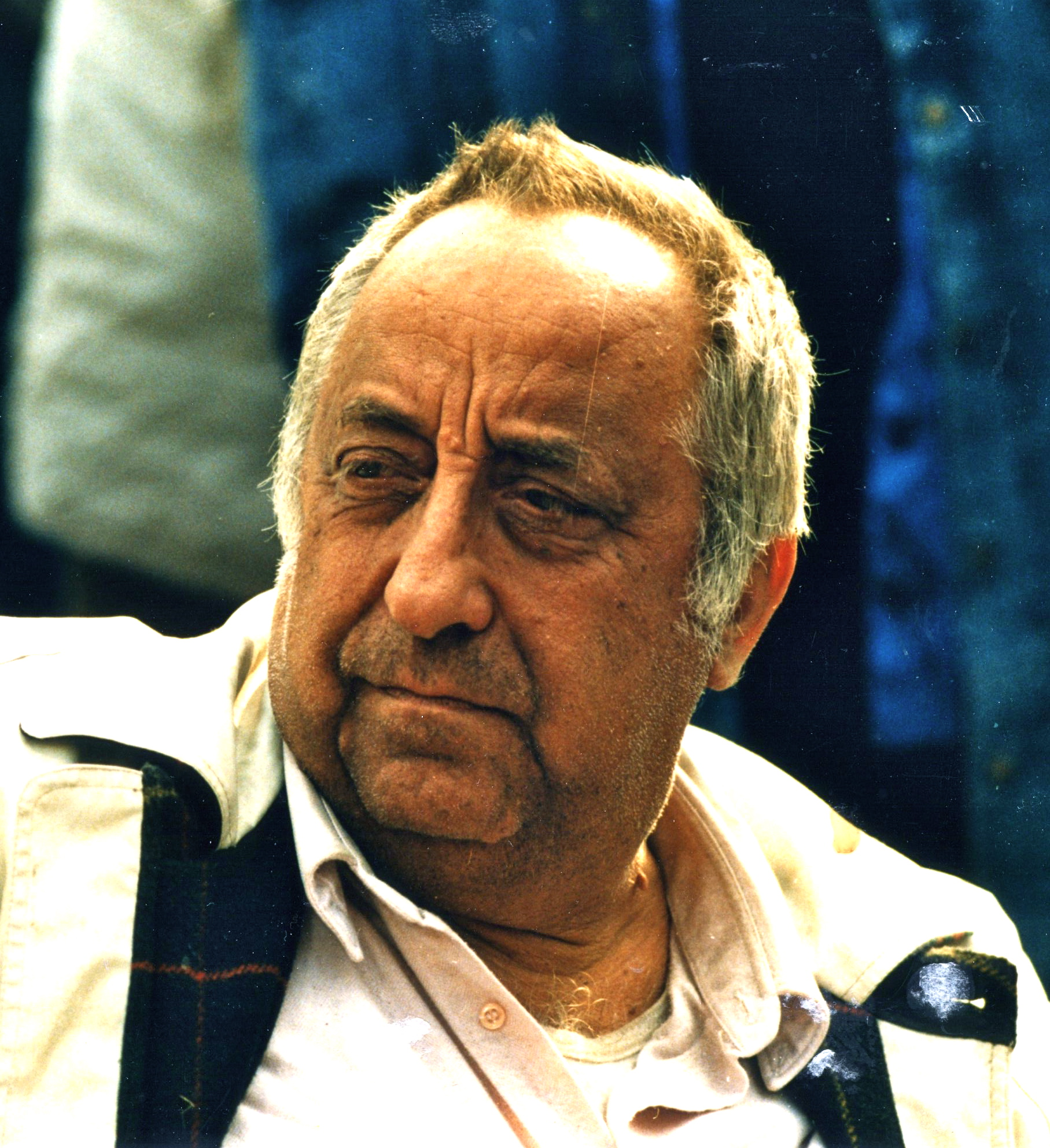
الکساندر پتروویچ پر افتخارترین سینماگر تاریخ سینمای یوگسلاوی

سینمای یوگسلاوی به صنعت فیلم در این کشور فروپاشیده اشاره دارد. یوگسلاوی، نام سه موجودیت سیاسی بود که در طول سده ۲۰ به‌صورت پی‌درپی در جنوب شرقی اروپا و اروپای مرکزی وجود داشتند. این ۳ کشور، پادشاهی یوگسلاوی، جمهوری فدرال سوسیالیستی یوگسلاوی و جمهوری فدرال یوگسلاوی بودند. بر این مبنا سینمای یوگسلاوی به تاریخ سینمای آن در قالب این سه موجودیت سیاسی مرتبط است.

## پیشینه
جمهوری فدرال سوسیالیستی یوگسلاوی کشوری دارای بدنه سینمایی قوی و مستعد و دارای امکانات سینمایی مناسب بود. از ۱۹۴۸ تا ۱۹۹۱ سینمای یوگسلاوی در سطح بین‌المللی شناخته شده بود. در طی این بازه زمانی یوگسلاوی ۲۹ فیلم به عنوان نماینده سینمای این کشور به آکادمی اسکار معرفی کرد تا در بخش جایزه اسکار بهترین فیلم بین‌المللی (با نام قبلی اسکار بهترین فیلم خارجی‌زبان) حضور پیدا کنند. این تداوم موفقیت‌آمیز بود و نمایندگان یوگسلاوی ۶ مرتبه به جمع نامزدهای بهترین فیلم خارجی زبان اسکار راه یافتند:
1. جاده یک‌ساله (۱۹۵۸) در سی و یکمین دوره جوایز اسکار به کارگردانی جوزپه دسانتیس
2. دایره نهم (۱۹۶۰) در سی و سومین دوره جوایز اسکار به کارگردانی فرانس استیگلیچ
3. سه (۱۹۶۵) در سی و نهمین دوره جوایز اسکار به کارگردانی الکساندر پتروویچ
4. کولی‌های خوشبخت هم دیده‌ام (۱۹۶۷) در چهلمین دوره جوایز اسکار به کارگردانی آلکساندر پتروویچ
5. جنگ نرتوا (۱۹۶۹) در چهل و دومین دوره جوایز اسکار به کارگردانی ولکو بولائیچ
6. وقتی بابا رفته بود مأموریت (۱۹۸۵) در پنجاه و هشتمین دوره جوایز اسکار به کارگردانی امیر کوستوریتسا

## پس از فروپاشی
جمهوری فدرال سوسیالیستی یوگسلاوی پس از فروپاشی به جمهوری‌های مستقل تبدیل شد. هرکدام از این جمهوری‌ها دارای پیشینه مرتبط با ۳ موجودیت یوگسلاوی به‌طور مشترک و هم چنین دارای پیشینه جدید از ۱۹۹۱ هستند. سینمای کروواسی، سینمای صربستان، سینمای جمهوری مقدونیه شمالی، سینمای مونته‌نگرو، سینمای بوسنی و هرزگوین و سینمای اسلوونی از درون سینمای یوگسلاوی برخاسته‌اند. سینمای کوزوو نیز در این بخش قابل بررسی است.

## فیلم‌هایی که تمام یا بخشی از آن در یوگسلاوی فیلم‌برداری شدند

کولی‌های خوشبخت هم دیده‌ام (۱۹۶۷)

مرشد و مارگاریتا (۱۹۷۲)

- دره صلح (۱۹۵۶)
- اسب تروآ (۱۹۶۱)
- داستان یوسف و برادرانش (۱۹۶۱)
- آپاچی طلایی (۱۹۶۳)
- استراوا (۱۹۶۳)
- آخرین مرتدان (۱۹۶۴)
- در میان کرکس‌ها (۱۹۶۴)
- سه (۱۹۶۵)
- کلبه عمو تام (۱۹۶۵)
- چنگیزخان (۱۹۶۵)
- دوئل در غروب آفتاب (۱۹۶۵)
- رؤیا (۱۹۶۶)
- کولی‌های خوشبخت هم دیده‌ام (۱۹۶۷)
- ساعت بیست و پنج (۱۹۶۷)
- دروازه‌های بهشت (۱۹۶۸)مرشد و مارگاریتا (۱۹۷۲)
- آثار اولیه (۱۹۶۹)
- جنگ نرتوا (۱۹۶۹)
- دست‌بند (۱۹۶۹)
- یکشنبه (۱۹۶۹)
- پل (۱۹۶۹)
- مردی از شرق (۱۹۷۲)
- مرشد و مارگاریتا (۱۹۷۲)
- نبرد سوتیسکا (۱۹۷۳)
- قتل در قطار سریع‌السیر شرق (۱۹۷۴)
- دادگاه نظامی (۱۹۷۸)
- روزنامه‌نگار (۱۹۷۹)
- کی آنجا آواز می‌خواند؟ (۱۹۸۰)
- دالی بل را یادت می‌آید؟ (۱۹۸۱)
- ولتاژ بالا (۱۹۸۱)
- جاسوس بالکانی (۱۹۸۴)
- وقتی بابا رفته بود مأموریت (۱۹۸۵)
- زندگی زیباست (۱۹۸۵)
- سرزمین موعود (۱۹۸۶)
- زره خدا (۱۹۸۶)
- جشن اکتبر (۱۹۸۷)
- انیگما (۱۹۸۸)
- دوران کولی‌ها (۱۹۸۸)